# Boys from Brazil
Boys from Brazil war eine deutsche Band im Bereich der elektronischen Tanzmusik und des Synthiepop. Die Band wurde 1987 in Frankfurt am Main in Hessen gegründet und umfasste als Besetzung die Musiker Cornelius Alexander Bauer (Keyboard und Percussion), Jörg W. Büsing (Keyboard und Percussion) und Thomas Krause (Gesang).

## Geschichte
Die Gruppe Boys from Brazil wurden 1987 von Cornelius Alexander Bauer und Jörg W. Büsing (alias Jerome des Arts) gegründet. Ihren Bandnamen entliehen sie dem US-amerikanischen Thriller The Boys from Brazil aus dem Jahre 1978 mit Gregory Peck und Laurence Olivier. Das Erstlingswerk der Formation von 1987 We Don’t Need No World War III platzierte sich als Independent-Produktion sechs Wochen lang auf Platz 2 der DJ-Top-40 Charts. Der Nachfolger Hot Stuff (eine Coverversion des Donna-Summer-Klassikers) sollte ursprünglich von einer Frau eingesungen werden, doch man entschied sich am Ende für den Sänger Thomas Krause. Der Titel Hot Stuff entwickelte sich 1989 zu einem Diskotheken-Hit. Das Lied war in Deutschland 15 Wochen in den DJ-Top 40 platziert (höchste Notierung: Platz 6) und kletterte kurze Zeit später als US-Veröffentlichung auf dem Vendetta-Label in den Billboard Dance Charts Dance/Electronic Songs in die Top 10.
Ohne Cornelius Alexander Bauer (der 1989 wegen eigenen Projekten die Band verließ) erschien das Werk Perfect, das von den Boys from Brazil in der Folge 242 der Musiksendung Formel Eins unter der Moderation von Kai Böcking am 15. April 1989 präsentiert wurde. Produziert wurde die CD von Axel Henninger für das Label Ariola. Die Boys from Brazil spielten noch weitere Tracks für ein geplantes Album ein, das jedoch seitens der Plattenfirma später nicht mehr realisiert wurde.
Axel Henninger spielte bei der Formation Moskwa TV und produzierte später unter anderem die deutsche Synthie-Pop-Gruppe Camouflage.
Jörg W. Büsing engagierte sich neben Boys from Brazil auch bei anderen Projekten wie J.W.B. (Hits The Beat) und Society of Silence, um sich schließlich nur noch der Komposition und Produktion von Titeln für Oh Well und Deborah Sasson zu widmen. Mit dem Projekt Mc Wastl veröffentlichte er 1991 seine letzte Produktion für das Label Westsidemusic.
Die Songs von Boys from Brazil erschienen auch auf weiteren Kompilationen wie der LP Best Beats from Westside 3, der CD Muvi presents Super Disco Night Hits On Top oder dem Sampler A Tribute To Westside Records.

## Diskografie

### Tonträger
- 1987: We Don’t Need No World War III (Future Dance)[4]
- 1988: Hot Stuff (Ariola)[5]
- 1989: Perfect (Ariola)[6]